# 풍사만의 노도
"풍사만의 노도"는 한국에서 제작된 임원직 감독의 1972년 영화이다. 김남일 등이 주연으로 출연하였고 전석진 등이 제작에 참여하였다.

## 출연

### 주연
- 김남일
- 장익